# Кеннард, Джозеф Спенсер
Джозеф Спенсер Кеннард (англ. Joseph Spencer Kennard; 20 мая 1859, Бриджтон, штат Нью-Джерси — 1944) — американский литературовед и писатель.
Сын священника Джозефа Спенсера Кеннарда-старшего (1833—1899), опубликовал в 1901 г. труд своего отца «Душевная сила в проповеди» (англ. Psychic Power In Preaching) с приложением его биографии. Преподавал в Де-Мойне, в 1901 г. в Париже защитил диссертацию «О павшем боге» (лат. De Deo Lapso; опубликована во Флоренции в 1904 г. с переводом на итальянский), рассматривающую миф о павшем боге вообще и в частности применительно к образу Люцифера у Данте.
Автор исследований по итальянской литературе: «Итальянские романы и романисты» (итал. Romanzi e romanzieri italiani; Флоренция, 1905), «Гольдони и Венеция его времени» (англ. Goldoni and the Venice of his time; 1920); отдельными изданиями вышли также две прочитанные Кеннардом в Сорбонне лекции: «Женщина в итальянском романе» (фр. La femme dans le roman italien; 1905) и лекция о романе Ипполито Ньево «Исповедь итальянца». Особый интерес представляла книга «Монах в литературе» (англ. Friar in Fiction; 1923) — обзор образов странствующих и нищенствующих монахов в европейской литературе шести столетий. Опубликовал также очерк «Некоторые ранние печатники и их колофоны» (англ. Some early printers and their colophons; 1901).
Автор трёх романов из итальянской жизни, наибольшей известностью пользовался «Меммо» (англ. Memmo; 1920), об итальянских социалистах.